# 里浜貝塚
里浜貝塚（さとはまかいづか）は、宮城県東松島市の松島湾中の宮戸島に所在する、縄文時代の集落および貝塚を中心とする複合遺跡。1995年（平成7年）2月14日に国の史跡に指定されている。

## 概要
松島湾岸と湾内の島々に貝塚群が59カ所あり、その中でも里浜貝塚は、日本国内でも最大規模をもつ代表的貝塚の一つである。島内西側のなだらかな丘陵に集落があり、その斜面に貝塚が各所に形成されている。集落および貝塚の形成は、縄文時代前期に始まり同時代晩期、弥生時代まで長期間続いた。その後も小規模な集落と貝塚・製塩作業の場が、少なくとも平安時代まで継続した。
貝塚は東西800メートル、南北約200メートルの範囲に散在している。貝層は、場所によっては厚さが6メートルにも及ぶ。土器や石器のほか多種多様な骨角器、動物遺体が出土している。植物質食料では、クリ、クルミ、ドングリの種子や殻の炭化物が少量出土した。製塩遺構も確認されている。